# Cavite
Cavite è una città delle Filippine, situata nella Provincia omonima, nella Regione di Calabarzon.
Cavite occupa una penisola che si protende nella baia di Manila. Nel passato la città era il capoluogo dell'omonima provincia. L'isola storica di Corregidor, le isole adiacenti e le rocce distaccate di Caballo, Carabao, El Fraile e La Monja che si incontrano nella foce della baia di Manila sono parte della giurisdizione territoriale della città.
Cavite è formata da 84 barangay:
- Barangay 1 (Hen. M. Alvarez)
- Barangay 2 (C. Tirona)
- Barangay 3 (Hen. E. Aguinaldo)
- Barangay 4 (Hen. M. Trias)
- Barangay 5 (Hen. E. Evangelista)
- Barangay 6 (Diego Silang)
- Barangay 7 (Kapitan Kong)
- Barangay 8 (Manuel S. Rojas)
- Barangay 9 (Kanaway)
- Barangay 10 (Kingfisher)
- Barangay 10-A (Kingfisher-A)
- Barangay 10-B (Kingfisher-B)
- Barangay 11 (Lawin)
- Barangay 12 (Love Bird)
- Barangay 13 (Aguila)
- Barangay 14 (Loro)
- Barangay 15 (Kilyawan)
- Barangay 16 (Martines)
- Barangay 17 (Kalapati)
- Barangay 18 (Maya)
- Barangay 19 (Gemini)
- Barangay 20 (Virgo)
- Barangay 21 (Scorpio)
- Barangay 22 (Leo)
- Barangay 22-A (Leo A)
- Barangay 23 (Aquarius)
- Barangay 24 (Libra)
- Barangay 25 (Capricorn)
- Barangay 26 (Cancer)
- Barangay 27 (Sagitarius)
- Barangay 28 (Taurus)
- Barangay 29 (Lao-lao)
- Barangay 29-A (Lao-lao A)
- Barangay 30 (Bid-bid)
- Barangay 31 (Maya-maya)
- Barangay 32 (Salay-salay)
- Barangay 33 (Buwan-buwan)
- Barangay 34 (Lapu-lapu)
- Barangay 35 (Hasa-hasa)
- Barangay 36 (Sap-sap)
- Barangay 36-A (Sap-sap A)
- Barangay 37 (Cadena De Amor)

- Barangay 37-A (Cadena de Amor A)
- Barangay 38 (Sampaguita)
- Barangay 38-A (Sampaguita A)
- Barangay 39 (Jasmin)
- Barangay 40 (Gumamela)
- Barangay 41 (Rosal)
- Barangay 42 (Pinagbuklod)
- Barangay 42-A (Pinagbuklod A)
- Barangay 42-B (Pinagbuklod B)
- Barangay 42-C (Pinagbuklod C)
- Barangay 43 (Pinagpala)
- Barangay 44 (Maligaya)
- Barangay 45 (Kaunlaran)
- Barangay 45-A (Kaunlaran A)
- Barangay 46 (Sinagtala)
- Barangay 47 (Pagkakaisa)
- Barangay 47-A (Pagkakaisa A)
- Barangay 47-B (Pagkakaisa B)
- Barangay 48 (Narra)
- Barangay 48-A (Narra A)
- Barangay 49 (Akasya)
- Barangay 49-A (Akasya A)
- Barangay 50 (Kabalyero)
- Barangay 51 (Kamagong)
- Barangay 52 (Ipil)
- Barangay 53 (Yakal)
- Barangay 53-A (Yakal A)
- Barangay 53-B (Yakal B)
- Barangay 54 (Pechay)
- Barangay 54-A (Pechay A)
- Barangay 55 (Ampalaya)
- Barangay 56 (Labanos)
- Barangay 57 (Repolyo)
- Barangay 58 (Patola)
- Barangay 58-A (Patola A)
- Barangay 59 (Sitaw)
- Barangay 60 (Letsugas)
- Barangay 61 (Talong)
- Barangay 61-A (Talong A)
- Barangay 62 (Kangkong)
- Barangay 62-A (Kangkong A)
- Barangay 62-B (Kangkong B)